# Havarieprogramm
Ein Havarieprogramm oder eine Havariesendung ist eine aufgezeichnete Fernseh- oder Radiosendung, die in das Signal eines Senders eingespielt werden kann, wenn das eigentlich vorgesehene Live-Programm durch unvorhergesehene Umstände ausfällt („Havarie“). So kann das Programm für das Publikum möglichst störungsarm fortgesetzt werden, das andernfalls nur aus dem Testbild oder einem Störungshinweis bestehen müsste.
Das Havarieprogramm ist zu unterscheiden von der planmäßig gesendeten Nachtschleife.
Ein Havarieprogramm wird vorproduziert und im Idealfall nie ausgestrahlt. In der Regel ist es einfach zu sendendes Material wie eine Dokumentation oder ein Best-of; nur selten werden regelmäßig komplette moderierte Havariesendungen produziert, so zum Beispiel für das ARD-Buffet.
Die Zuschaltung eines Havarieprogramms geschieht am Sendeschalter des Funkhauses.